# 5-Dehidro-2-dezoksifosfoglukonatna aldolaza
5-Dehidro-2-dezoksifosfoglukonatna aldolaza (EC 4.1.2.29, fosfo-5-keto-2-dezoksiglukonatna aldolaza, 5-dehidro-2-dezoksi--glukonat-6-fosfat malonat-semialdehid-lijaza) je enzim sa sistematskim imenom 5-dehidro-2-dezoksi--glukonat-6-fosfat malonat-semialdehid-lijaza (formira gliceron-fosfat). Ovaj enzim katalizuje sledeću hemijsku reakciju
5-dehidro-2-dezoksi--glukonat 6-fosfat {\displaystyle \rightleftharpoons } gliceron fosfat + malonat semialdehid

## Literatura
- Nicholas C. Price; Lewis Stevens (1999). Fundamentals of Enzymology: The Cell and Molecular Biology of Catalytic Proteins (Third изд.). USA: Oxford University Press. ISBN 019850229X.
- Eric J. Toone (2006). Advances in Enzymology and Related Areas of Molecular Biology, Protein Evolution (Volume 75 изд.). Wiley-Interscience. ISBN 0471205036.
- Branden C; Tooze J. Introduction to Protein Structure. New York, NY: Garland Publishing. ISBN 0-8153-2305-0.
- Irwin H. Segel. Enzyme Kinetics: Behavior and Analysis of Rapid Equilibrium and Steady-State Enzyme Systems (Book 44 изд.). Wiley Classics Library. ISBN 0471303097.

## Spoljašnje veze
- 5-dehydro-2-deoxyphosphogluconate+aldolase на 